# 魔法使的條件
《魔法使的條件》（直譯：對魔法使而言重要的事情）是由山田典枝所著的漫畫系列，並有改編的動畫、小說及真人電影。

## 背景
故事中的世界除了魔法，其餘皆與現實相同，但是對於魔法的監視是非常嚴密的。所有的魔法監管機關由魔法勞務統括局（簡稱魔法局）負責。要施展魔法，則要考取魔法考試，取得正式的資格。作者的興趣也被放進作品裡，小山田所開的酒吧，就是根據作者山田典枝的興趣而設定。本作品中譯的名字，受到了在台灣大受歡迎的日劇魔女的條件的影響。

## 魔法使的條件 Someday's dreamers

### 刊載情況
漫畫於2002年5月連載至12月，山田典枝原作，吉附久道（よしづきくみち） 作畫，於月刊Comic Dragon連載，副題為Someday's dreamers，其後發行單行本，一共兩集，漫畫版本也曾發行繁體中文版，由台灣角川發行。漫畫連載完畢後，發行單行本、小說版本（根據動畫版內容而改編，枯野瑛著，共三冊）和動畫版，動畫於2003年1月至3月於朝日電視台播映，全十二集。此外，還發行兩輯的CD廣播劇的版本，部份是動畫版及漫畫版沒有登場的角色。值得一提的是，原來的劇本是以真人電影為標準。
本作品是第一次以角川大映映畫映画的動畫作品，同時也是有名女演員宮崎葵第一次參與聲優的作品。

### 故事
主角菊池夢，是一個擁有魔法能力的17歲的少女。由岩手縣遠野市在暑假來到東京進行為期約一個月魔法研修，期間遇上了不同的事件和委託，讓她明白更多的事情。

### 登場人物
菊池夢（配音：宮崎葵）
17歲（漫畫版設定為18歲）的少女，於暑假來到東京進行魔法研修，暫時居住於小山田事務所樓上的宅邸，最初對男人有恐懼症。母親也是有名的魔法使，她相信魔法是可以改變他人的命運，甚至認為只要認為對方得到幸福，就可以大於一切，隨修行的開始，她的想法慢慢改變。她專屬的魔法紋是海豚（所有魔法紋只在動畫登場）。
小山田雅美（配音：諏訪部順一）
菊池夢的魔法導師，被菊池夢誤以為是女性，而選擇跟他作為魔法老師。除了負責魔法事務所以外，還在同一棟大樓經營酒吧「PACHANGA」。魔法紋是雪的晶體，十年前女友川原多佳子因交通意外死亡改變了對魔法的想法，認為魔法不可以帶來幸福。
安琪拉‧夏隆‧布魯克斯（配音：渡邊明乃）
動畫版登場，來自英國的魔法見習生，在日本進行研修，操得一口流利的日語。說話總是低沉，期間暫居在銀蔀局長的宅邸，研修情況不明。她的家族是有名的魔法士家族。魔法紋是十字架。雖然漫畫版沒有正式登場，但是在第二集的單行本中於彩繪出現。
銀蔀（配音：辻谷耕史）
日本魔法勞役統括局局長，由開局擔任至今，關於他／她的資料全部都是謎，魔法紋是虛無（未確認），擁有以眼部施法的能力。
喀拉（配音：飯田浩志）
動畫版登場，本名加藤剛，擁有魔法能力，但在作品中沒有施法，父親不明，在育兒所長大，也是「PACHANGA」職員，喜好照顧小孩子。
米琳達（配音：平松晶子）
本名為岩下美由紀，「PACHANGA」的DJ，日間是超級市場的售貨員，對小山田有一種奇怪的感覺，認為小山田是她的所愛，擁有一種佔據慾。漫畫版當中，更養有兒子。
古崎力哉（配音：清川元夢）
動畫版原創角色，魔法局的參事官，直屬於銀蔀局長監察之下。
遠藤耕三（配音：中博史）
動畫版登場，魔法局世田谷派出所的事務官，曾經擁有魔法能力，但是研修的最終考試失敗。
森川瑠奈（配音：石毛佐和）
動畫版登場，小學三年生，經常在「PACHANGA」出沒，親近喀拉。

### 動畫

#### 製作人員
- 原案：山田典枝
- 監督：下田正美
- 角色設定原案：よしづきくみち
- 角色設定：千葉道德
- 總作畫監督：川嶋惠子
- 音樂：羽毛田丈史
- 動畫製作：J.C.STAFF、Viewworks
- 概念工作：橫田耕三
- 美術監督：西川淳一郎
- 色彩設定：石田美由紀
- 攝影監督：秋元央
- 音響監督：田中英行
- 編輯：西山茂

#### 主題曲
- 片頭曲 『風の花』
作詞・作曲: おのまきこ
編曲: 清水信之
唱: 花*花
- 片尾曲 『UNDER THE BLUE SKY』
作詞: 田岡美樹
作曲: 市川裕一
編曲: 羽毛田丈史、市川裕一
唱: the Indigo

（註：第十二集為acoustics版本）

#### 各集標題
括號內為日語原來題目的名稱
1. 日落與鐵骨（前篇） （夕焼けと鉄骨（前編））
2. 日落與鐵骨（後篇） （夕焼けと鉄骨（後編））
3. 最好的新聞 （最高のニュース）
4. 夏夜與魔法使 （夏の夜と魔法遣い）
5. 圍裙與香檳 （エプロンとシャンパン）
6. 要成為魔法使 （魔法遣いになりたい）
7. 不能夠成為魔法使的魔法使 （魔法遣いになれなかった魔法遣い）
8. 巨大的戀愛力量 （恋のバカヂカラ）
9. 小夢與少女與夏天的種子 （ユメと少女の夏の種）
10. 魔法的目的 （魔法の行方）
11. 被折斷的彩虹 （折れてしまった虹）
12. 對魔法使重要的事情 （魔法遣いに大切なこと）

#### DVD
- 連在Comic Market63發售的《序章》，以及包括由3月7日起發售的DVD，合共七章，在台灣由曼迪代理。此外，於2006年2月24日再次發行其DVD Box版，收錄3DVD共12集的內容。

#### 設定集
- Media Factory發行 山田典枝著。

內容是小夢回歸遠野以後的原創故事。
- 發行

動畫版的設定集，含有未公開的資料，除此以外，書裡不少原畫。

### CD廣播劇
- 三重的夢
- 能遇見你真好

### 小說
- 夏天、天空與少女的想法
- 寒冬靜寂的夢
- 染上夢色的秋天之下

### 真人電影版
魔法使的條件（無副題）電影版2008年12月20日上映（最初預定在2008年夏季上映），導演是中原俊，劇本由山田典枝執筆，主角的名字是鈴木空（鈴木ソラ），故事的背景在北海道。
演員
- 鈴木空：山下莉緒
- 綠川豪太：岡田將生
- 原誠一郎：田中哲司
- 白石沙織：木野花
- 小空母親：永作博美
- 川田女史：余美貴子
- 赤池菊子：草村禮子
- 權田伊佐男：鶴見臣吾
- 淺蔥穗美：綠友利惠
- 黑田浩二：太賀

編劇：山田典枝
導演：中原俊

## 魔法使的條件 夏日天空
魔法使的條件 夏日天空（魔法遣いに大切なこと 〜夏のソラ〜）漫畫版在2008年2月26日在月刊少年Ace連載，故事由獲山田典枝批准由他負責漫畫版故事內容。

### 登場人物
鈴木空（配音：花澤香菜）
來自北海道美瑛町的16歲少女，家裡還有一隻叫喬的柴犬。以亡父的遺志成為魔法士。性格開朗，願意協助他人，較一般魔法士能力為高。對魔法有一種完美感覺，曾因為未能達到原有目標而感到失望。患有一種魔法使特有的病症，遇到強光或是很大的聲響就會發病，首度發病是在去年的夏天。父親也患有同樣症狀，且在病發一年後去世。喜歡豪太。在今年夏天到東京研修一個月後，獲得合格的魔法士認可，回到北海道跑到當初與父親約定的那棵樹下，在完成父親當年所委託的第一件任務“想看空做新娘子”。在空用魔法完成第一個委託的當時，新郎是豪太。
綠川豪太（配音：前野智昭）
不太願意說話的少年，到最近才發現父親有魔法血統，於是被送去研修，不太接受有魔法能力的現實，喜歡滑浪，母親因為父親欺騙17年未告知是魔法使而跑回在長野的娘家。在學校成績良好，自被發現有魔法血統，性格開始改變。開始時仍未能掌握魔法，在一次委託中曾幫助沙織解決問題，在大量海豚擱淺事件中，因為空的幫助，掌握住魔法的力量。在一次大雷雨跑回家之後，看到小空和誠一郎一起，誤以為發生什麼事，隔日大罵誠一郎，但之後得知，那場雷雨的閃電，導致空住院。五年後的豪太續留著長髮，騎著摩托車來到北海道的美瑛，找到那棵大樹，對著女朋友空報告著自己跑遍世界的海洋，使用魔法讓她看看海洋，並約定會再來看她。
淺蔥穗美（配音：井上麻里奈）
研修生，非常高傲的性格，看不起其他人，自從看到鈴木空努力不懈下，性格開始有點改變，後來對小空變得尊敬起來。平時直呼其他同學的名字，對黑田浩二有好感，在黑田放棄研修期間，大罵黑田，常常對著黑田說“笨蛋”。五年後，和黑田一起計畫到北海道的美瑛，看看空的故鄉。
黑田浩二（配音：浪川大輔）
研修生，出奇地是個秋葉原系。與淺蔥性格相似，曾因為魔法失敗打算放棄研修，後來再跑回家前被指導員抓到，之後被淺蔥大罵一頓，在大量海豚擱淺事件中回來幫忙，對淺蔥有好感。但因為出席率不夠，比大家多上一周的課程。五年後，和淺蔥一起計畫到北海道的美瑛，看看空的故鄉。
山吹日和（配音：高橋美佳子）
研修生，來自長崎，鈴木空最初認識的朋友，曾經學過日本舞蹈。夢相是在長崎開設魔法事務所。單戀豪太。一直稱森下是怪怪的人。五年後的她是一個很好的前輩。
川田魔法士（配音：澤海陽子）
魔法局研修導師，教導非常嚴格，但亦顯出善良一面。似乎知道空的事情。
森下魔法士（配音：掟ポルシェ）
魔法局研修導師，川田助手，對豪太非常留意，經常與豪太討論魔法的事情。常常把掌握魔法的方法比喻成騎自行車。
YASUKO（配音：笹生實久）
經常在下北澤站唱歌的人，後來接受豪太的魔法，尋找出走小空的所在。五年後的她，也出了一張屬於自己的專輯。
原誠一郎（配音：小山力也）
鈴木空的魔法指導老師，喜歡音樂。在空之後的五年，都有接受教導研習生的任務。
白石沙織（白石沙織）（配音：高乃麗）
綠川豪太指導老師，目前有一名18歲女兒，春香。
鈴木聖乃（配音：鷹森淑乃）
鈴木空母親。在女兒空使用魔法讓自己看到新娘子的女兒之後，空微笑的沉睡在自己的懷裏。
鈴木哲夫（配音：平田広明）
鈴木空父親，是個魔法士。在首次發病的一年後過世，最後一件委託空的任務是“想看空做新娘子”。

### 動畫
動畫則於3月正式公佈，由HAL FILM MAKER制作，導演是小林治。動畫版將於2008年7月2日深夜起在關東地區朝日電視台播放。此外亦於8月7日在收費電視頻道Kids Station播映。

#### 工作人員
劇本：山田典枝
導演：小林治
角色原案：吉附久道
角色設定：芳垣祐介
原案設定：清水俊
美術監督：飯島壽治
色彩設計：川上善美
攝影監督：吉田寬
編輯：後藤正浩
音響監督：長崎行男
音響制作：青二Production
音樂：羽毛田丈史
動畫制作：HAL FILM MAKER
制作：朝日電視台
製作：下北澤魔法事務所（Geneon Entertainment、Interchannel、HAL FILM MAKER、Kids Station）

#### 主題曲
片頭曲：《Fly Away》（第12集片曲）
填詞：thyme、作曲、編曲：清水哲平、唱：THYME
片尾曲：乾涸的花
填詞：笹生實久、作曲、編曲：羽毛田丈史、唱：micc

#### 插入曲
九月的海洋是水母之海（第2話）
填詞：佐伯健三、作曲：岡田徹、編曲：笹生實久、唱：YASUKO（=micc）
成為超人（第4話）
填詞、作曲、編曲：笹生實久 唱：YASUKO（=micc）
《INSANE》（第4集）
填詞、作曲：HOWIE、編曲：NICOTINE 唱：NICOTINE
《Good Dreams》（第5、10話）
填詞、作曲：大江慎也 編曲：笹生實久 唱：YASUKO（=micc）
《Punk Rock Anthem》（第5話）
填詞、作曲：HOWIE、編曲、唱：NICOTINE
《A Girl With A Past》（第5話）
填詞、作曲：HOWIE、編曲、唱：NICOTINE
《はかないもの》（第7話）
填詞、作曲、編曲：笹生實久 唱：YASUKO（=micc）
《東京》（第7話）
填詞・作曲：森田貢 編曲：戶塚修 唱：
（第7話）
填詞・作曲：掟ポルシェ、唱：ロマンポルシェ。
她是郵差（第7話）
填詞：安原兵衛・新堀沙織、作曲・編曲：安原兵衛、唱：LOVE DEVICE
（第8話）
填詞：阪口照幸、作曲：弦哲也、編曲：前田俊明、唱：三田亮
（第9話）
填詞：佐伯健三、Moodriders 作曲：白井良明 編曲：笹生實久 唱：YASUKO（＝micc）
在煙霧中（第9話）
填詞：鈴木大介 作曲、編曲、唱：Rising Tones
再見（第10話）
填詞、作曲、編曲：笹生實久 唱：YASUKO（=micc）
你的吉他（第11話）
填詞、作曲、編曲：笹生實久 唱：YASUKO（=micc）
金絲雀（第12話）
填詞、作曲、編曲：笹生實久 唱：YASUKO（=micc）
下北澤（第12話）
填詞：小林治、作曲、編曲：笹生實久 唱：YASUKO（=micc）

#### 各集標題
括號內為日語原來題目的名稱
1. 來自美瑛（美瑛より）
2. 東京
3. 天空
4. 豪太
5. 下北澤（下北沢）
6. 朋友
7. 歧路
8. 魔法使（魔法遣い）
9. 初戀
10. 命
11. 畢業
12. 夏之空（夏のソラ）